# Glaciar Arolla
El glaciar Arolla (en francés: Glacier d'Arolla) es un glaciar de 4 km de longitud (2005) situado en los Alpes Peninos, en el cantón de Valais (Suiza). En 1973 tenía una superficie de 13,17 km².
El glaciar de Arolla se compone en realidad de dos glaciares: el glaciar del Mont Collon y el Haut Glacier d'Arolla.

## Descripción
El glaciar del Mont Collon tiene una longitud de casi 5 km y una anchura de aproximadamente 1 km en su parte superior. Cubre una superficie de 7 km2. Comienza en las puntas de Oren (3.525 m) y fluye hacia el norte a través de un corredor delimitado por el Pequeño Mont Collon (3.556 m) y Bishop (3.716 m) al oeste, y el monte Collon al este. Está conectado al oeste por el paso glacial Otemma Chermotane (3050 m), un amplio pasaje cubierto de hielo. En el lado oeste del monte Collon, el glaciar sufre un descenso vertical de 600 metros con una pendiente del 60%.

## Glaciar bajo
La parte que sigue a este pronunciado descenso se llama "glaciar de Bas Arolla". Continúa durante aproximadamente 1 kilómetro hacia el norte y la lengua de hielo se detiene a una altitud de 2160 metros (estado 2007). El glaciar emerge de la Borgne d'Arolla, que luego se une a la Borgne Ferpècle y desemboca en el Val d'Herens antes de confluir con la llanura del Ródano.

## Alto glaciar Arolla
En el valle situado al este del monte Collon se encuentra el "Haut Glacier d'Arolla", con una longitud de 4 km y una anchura de 1 km. Su superficie es de 5 km². Se origina en los campos de nieve que cuelgan al norte del monte Brulé (o monte Braoulé, 3.585 m) y luego desciende con una pendiente del 12 al 15% hacia el noroeste y luego hacia el norte. La lengua glaciar termina a una altitud de 2550 m (estado 2007).